# Eastbourne International 2024
Eastbourne International 2024 (cunoscut și sub numele de Rothesay International Eastbourne din motive de sponsorizare) a fost un turneu de tenis masculin și feminin, jucat pe terenuri cu iarbă în aer liber. A fost cea de-a 49-a ediție a turneului pentru femei și cea de-a 13-a ediție pentru bărbați. Turneul a fost clasificat ca un turneu WTA 500 pe Circuitul WTA 2024 și ca unul ATP 250 pe Circuitul ATP 2024. Turneul a avut loc la Devonshire Park Lawn Tennis Club din Eastbourne, Regatul Unit, între 24 și 29 iunie 2024.

## Campioni

### Simplu masculin
Pentru mai multe informații consultați Eastbourne International 2024 – Simplu masculin

### Simplu feminin
Pentru mai multe informații consultați Eastbourne International 2024 – Simplu feminin

### Dublu masculin
Pentru mai multe informații consultați Eastbourne International 2024 – Dublu masculin

### Dublu feminin
Pentru mai multe informații consultați Eastbourne International 2024 – Dublu feminin

## Puncte și premii în bani

### Puncte
| Probă           | Câștigător | Finalist | Semifinalist | Sfertfinalist | R16 | R2  | Q   | Q2  | Q1  |
| Simplu masculin | 250        | 165      | 100          | 50            | 25  | 0   | 13  | 7   | 0   |
| Dublu masculin  | 250        | 150      | 90           | 45            | 20  | 0   | N/A | N/A | N/A |
| Simplu feminin  | 500        | 325      | 195          | 108           | 32  | 1   | 25  | 13  | 1   |
| Dublu feminin   | 500        | 325      | 195          | 108           | 1   | N/A | N/A | N/A | N/A |

### Premii în bani
| Probă           | Câștigător | Finalist | Semifinalist | Sfertfinalist | R16     | R32    | Q2     | Q1     |
| Simplu masculin | €112,555   | €65,660  | €38,610      | €22,370       | €12,990 | €7,940 | €3,970 | €2,165 |
| Dublu masculin* | €39,110    | €20,930  | €12,270      | €6,860        | €4,040  | N/A    | N/A    | N/A    |
| Simplu feminin  | €132,664   | €81,901  | €47,838      | €23,272       | €12,696 | €9,174 | €6,169 | €3,158 |
| Dublu feminin*  | €37,457    | €22,700  | €12,986      | €6,726        | €4,063  | N/A    | N/A    | N/A    |

*per echipă